# 다니엘 키예르
다니엘 페드로 키예르(스페인어: Daniel Pedro Killer, 1949년 12월 21일 ~ )는 은퇴한 아르헨티나의 축구 선수이다. 포지션은 수비수였다. 1978년 FIFA 월드컵의 우승멤버이기도 하다. 그의 형제 마리오 키예르 역시 로사리오 센트랄에서 활약하던 축구 선수였다.
그는 1970년 고향의 축구 클럽 로사리오 센트랄에서 데뷔했고, 1976년까지 뛰었다. 1971년과 1973년에는 리그 우승을 했었다. 그는 후에 라싱 클루브에서 뛰었고, 로사리오 센트랄과 라이벌인 뉴얼스 올드 보이스에서 뛰기도 했다. 1982년에는 벨레스 사르스필드로 이적했고, 1984년에는 콜롬비아의 아트레티코 부카라망가로 이적했으나 출장하지 못했다. 그 후 에스투디안테스 라 플라타와 우니온 데 산타페에서 뛰었고, 2부 리그인 아르헨티노 데 로사리오에서 은퇴했다. 그는 아르헨티나 축구 국가대표팀의 일원으로서 활약하기도 했다. 현재 로사리오에서 실내 축구장을 운영 중이다.